# Salman Isa
Salman Isa Ali Ghulum (ar. سلمان عيسى, ur. 11 lipca 1977) – bahrajński piłkarz grający na pozycji bocznego obrońcy.

## Kariera klubowa
Karierę piłkarską Isa rozpoczął w klubie Madinat Isa Club z miasta Madinat 'Isa. W 1998 roku zadebiutował w jego barwach w bahrajńskiej drugiej lidze. W 1998 roku odszedł z niego do pierwszoligowego Bahrain Riffa Club z miasta Ar Rifa`. Wraz z Riffa Club trzykrotnie wywalczył mistrzostwo Bahrajnu w latach 2000, 2003 i 2004, trzykrotnie zdobył Puchar Bahrajnu w latach 2000, 2001 i 2004 oraz czterokrotnie Puchar Korony Księcia Bahrajnu w latach 2002, 2003, 2004 i 2005.
Na początku 2005 roku Isa przeszedł do klubu katarskiej Q-League, Al-Arabi z miasta Doha, w którym grał wraz z rodakami Rashidem Al-Dosarim i Mohamedem Salmeenem. W 2008 roku zdobył z Al-Arabi Puchar Szejka Jassema.

## Kariera reprezentacyjna
W reprezentacji Bahrajnu Isa zadebiutował w 2001 roku. W 2004 roku zajął z Bahrajnem 4. miejsce podczas Pucharu Azji 2004. Na tym turnieju wystąpił w 3 meczach: w ćwierćfinale z Uzbekistanem (2:2, k. 4:3), półfinale z Japonią (3:4) i o 3. miejsce z Iranem (2:4). W 2007 roku został powołany przez selekcjonera Milana Máčalę do kadry na Puchar Azji 2007. Tam rozegrał 2 spotkania: z Koreą Południową (2:1 i gol w 43. minucie) i z Arabią Saudyjską (0:4).